# Crnogorska žandarmerija
Crnogorska žandarmerija, (službeni naziv na crnogorskom Kraljevski žandarmerijski kor), oformljena 1913. kao vojno-policijska postrojba Kraljevine Crne Gore u novooslobođenim krajevima tijekom balkanskih ratova s zadatkom da održava red i mir, te čuva granice prema Austro-Ugarskoj Monarhiji, Kraljevini Srbiji, te novoformiranoj državi Albaniji.
Nosili su uniforme Crnogorske vojske (vidi: Crnogorska vojska 1879. – 1912.), a na kapama su nosili grbove ranije Crnogorske garde, dvoglavoga crnogorskog orla s krunom jako raširenih krila, pa su u narodu nazvani "krilaši".
Tijekom svoga postojanja Crnogorska žandarmerija se pročula po surovim mjerama i čestim zlouporabama ovlasti.
Crnogorska je žandarmerija ustrojena posebnom odlukom Ministarstva vojnoga a imala je tri čete:
- 1. četa (80 žandarma, komanda Pljevlja, nadležnost Bijelo Polje, Rožaje, Berane)
- 2. četa (93 žandarma, komanda Peć, nadležnost sjeverna Metohija)
- 3. četa (79 žandarma, komanda Đakovica, nadležnost južna Metohija).